# Instytut Informatyki Uniwersytetu Jagiellońskiego
Instytut Informatyki jest jednym z dwóch instytutów na  Wydziale Matematyki i Informatyki Uniwersytetu Jagiellońskiego (drugim jest Instytut Matematyki UJ). Obecnie (stan na marzec 2015) w Instytucie zatrudnionych jest około 35 pracowników naukowych. Liczba studentów wynosi około 550. Instytut współpracuje m.in. z krakowskim oddziałem firmy Motorola. Dyrektorem instytutu jest prof. dr hab. inż. Marek Skomorowski.  

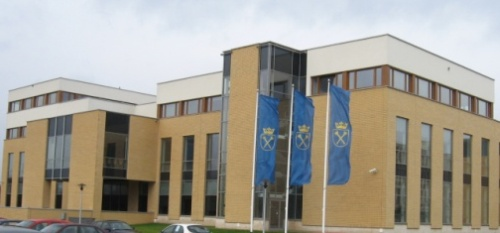
Obecna siedziba Instytutu przy ul. Łojasiewicza 6 w Krakowie

## Historia
Instytut Informatyki został utworzony w 1975 roku. Powstał wskutek połączenia się Zakładu Metod Numerycznych i Zakładu Rachunku Prawdopodobieństwa oraz utworzenia dwóch nowych zakładów: Zakładu Zastosowań Matematyki i Zakładu Podstaw Informatyki. W kwietniu 1976 do instytutu dołączył Zakład Zastosowań Metod Numerycznych, a w październiku 1977 Zakład Zastosowań Humanistycznych. W roku 1980 Zakład Zastosowań Matematyki zmienił nazwę na Zakład Teorii Optymalizacji i Sterowania, a w roku 1994 powstał Zakład Matematyki Dyskretnej. Rok później założono Zakład Systemów Sztucznej Inteligencji, by w 2002 roku przekształcił się na Katedrę Informatyki Stosowanej. W tym samym czasie założono Katedrę Algorytmiki, która dnia 27 lipca 2006 wraz z Zakładem Podstaw Informatyki odłączyła się od struktury instytutu tworząc Zespół Katedr i Zakładów Informatyki Matematycznej jako samodzielną jednostkę Wydziału Matematyki i Informatyki, która w 2019 przekształciła się w Instytut Informatyki Analitycznej. 1 kwietnia 2009 Katedra Metod Numerycznych została przemianowana na Katedrę Matematyki Obliczeniowej.
Od 1 października 2001 roku do 31 sierpnia 2003 roku Instytut wchodził w skład Wydziału Matematyki, Fizyki i Informatyki Uniwersytetu Jagiellońskiego.
Od dnia 1 września 2003 roku Instytut jest częścią powstałego wtedy Wydziału Matematyki i Informatyki UJ.
Dniem 9 stycznia 2014 roku Instytut został zlikwidowany i w jego miejsce został powołany Instytut Informatyki i Matematyki Komputerowej.

## Siedziba

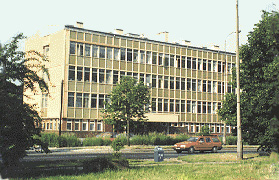
Była siedziba Instytutu przy ul. Nawojki

Instytut przez wiele lat miał swoją siedzibę w Krakowie pod adresem Nawojki 11. We wrześniu 2008 roku całkowicie przeniesiono siedzibę Instytutu na teren nowoczesnego Kampusu 600-lecia Odnowienia Uniwersytetu Jagiellońskiego. 

## Struktura
W skład instytutu wchodzi
- Katedra Matematyki Obliczeniowej

oraz zakłady:
- Zakład Informatyki Stosowanej
- Zakład Matematyki Dyskretnej
- Zakład Uczenia Maszynowego
- Zakład Metod Efektywnych Algebry

## Główne zadania Instytutu
W ramach działalności naukowo-dydaktycznej prowadzone są badania w zakresie informatyki i matematyki, w szczególności: informatyki teoretycznej, matematyki stosowanej i obliczeniowej oraz zastosowań informatyki (informatyki stosowanej).
Cele:
- Organizowanie i prowadzenie badań naukowych w zakresie informatyki
- Kształcenie kadry naukowo-dydaktycznej
- Kształcenie studentów informatyki w ramach studiów dyplomowych i podyplomowych
- Prowadzenie nauczania informatyki dla studentów studiujących w innych jednostkach naukowo-badawczych Uniwersytetu Jagiellońskiego
- Współpraca ze szkołami średnimi oraz innymi instytucjami oświatowymi i kulturalnymi w sprawach nauczania i popularyzacji informatyki